# Zav'jalovo (Territorio dell'Altaj)
Zav'jalovo (in russo Завьялово?) è un villaggio del settore meridionale della Siberia Occidentale situato nel Territorio dell'Altaj,  in Russia. È il centro amministrativo del distretto Zav'jalovskij.
La località si trova 199 km a sud-ovest della capitale Barnaul.